# میکروبیولوژی پزشکی

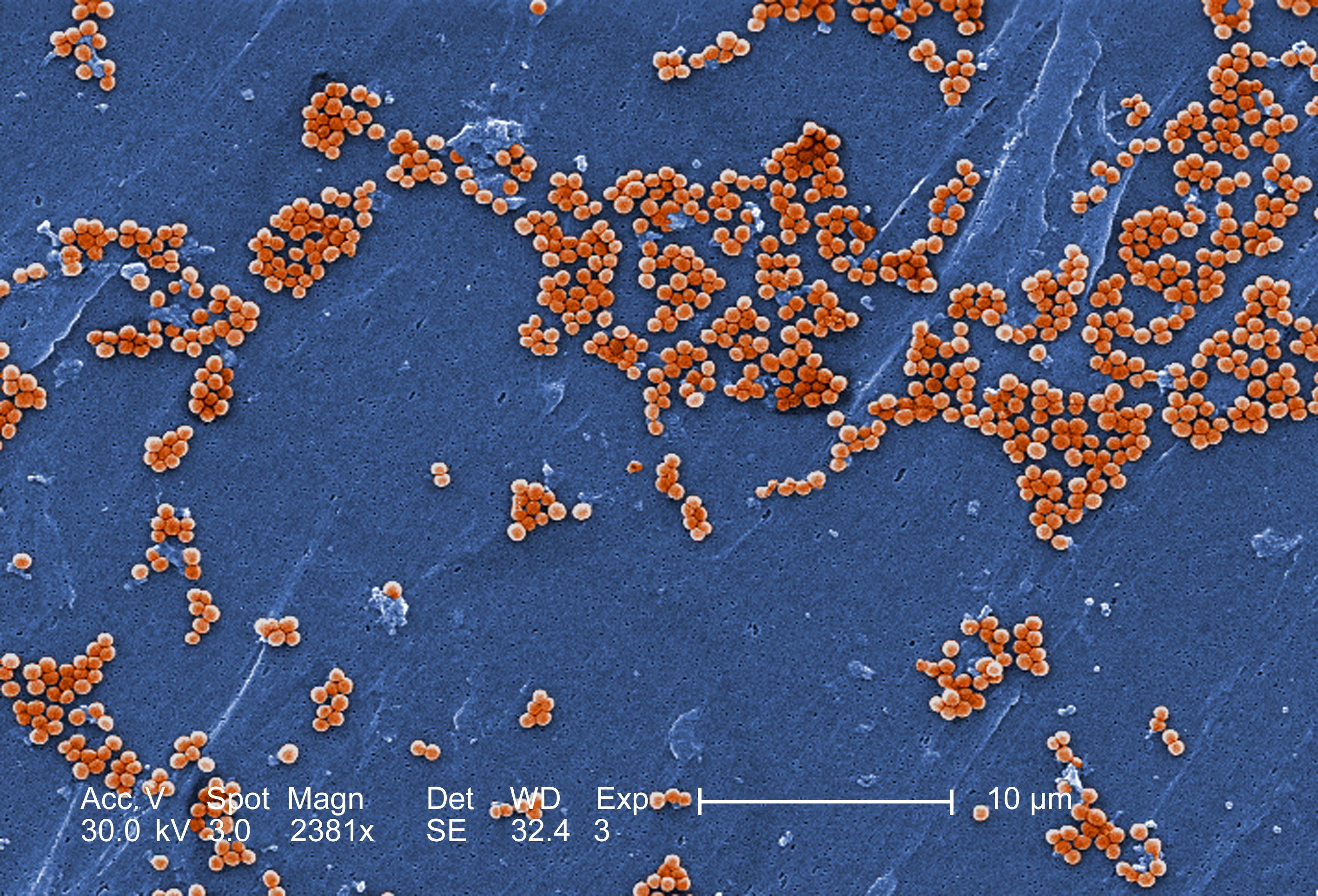
متی‌سیلین-resistant استافیلوکوک اورئوس ۱۰۰۴۸

میکروبیولوژی پزشکی ؛ شاخه‌ای از میکروبیولوژی و پزشکی است؛ که به مطالعه میکروارگانیسم‌هایی که در پزشکی اهمیت دارند و قادر به ایجاد بیماری‌های عفونی در انسان هستند، می‌پردازد. میکروبیولوژی پزشکی، شامل مطالعه بیماری‌زایی (ساز وکاری که باعث ایجاد بیماری می‌شوند)، اِپیدمیولوژی (همه گیرشناسی) میکروبی می‌شود؛ که با مطالعه پاتولوژی (آسیب‌شناسی) و ایمونولوژی (ایمنی‌شناسی) بیماری‌ها نیز مرتبط است.
این شاخه از میکروبیولوژی از شاخه‌هایی است؛ که به‌طور گسترده مورد مطالعه قرار گرفته و به دلیل اهمیت فراوان آن در پزشکی، به چند شاخه تقسیم شده‌است.
همراه با ارائه دانش و درک عمیق از ماهیت پاتوژن، این سیر مطالعه در چندین نوآوری ایمونولوژیکی (ایمنی‌شناسی) در زمینه علوم پزشکی به کار گرفته شده‌است. به دلیل تلاش‌های دانشمندان و محققان در زمینه میکروبیولوژی پزشکی، از طریق توسعه واکسن در برابر ارگانیسم‌های مهاجم، بیماری‌های مرگبار و ناتوان‌کننده مثل آبله، فلج اطفال و سل، یا ریشه‌کن شده‌اند یا تا حد زیادی قابل درمان‌اند.
میکروب‌ها مرتب در حال تکامل و تغییر هستند و هزاران نسل جدید را در هر سال تولید می‌کنند. به این ترتیب یک عدم تقارن در تکامل بشر و انگل‌ها و میکروب‌های آن پدید می‌آید؛ که تنها علاج آن تکامل دانش میکروبیولوژی پزشکی است.

## تاریخچه
در سال ۱۶۷۶ دانشمند هلندی، آنتونی فان لیوونهوک با استفاده میکروسکوپ تک عدسی خود باکتری ها و سایر میکروارگانیسم ها مشاهده کرد.
در سال ۱۷۹۶، ادوارد جنر روشی با استفاده از آبله گاوی برای ایمن سازی کودکان در برابر آبله ابداع کرد که امروزه از همان اصول برای تولید واکسن استفاده می شود.
در پی این امر، در سال ۱۸۵۷ لوئی پاستور واکسن هایی را علیه چندین بیماری مانند سیاه زخم ، وبا مرغی و هاری طراحی نمود و همچنین پاستوریزاسیون برای نگهداری مواد غذایی را نیز ابداع کرد.
در سالهای بین ۱۸۷۶ و ۱۸۸۴ رابرت کخ نظریه هایی در مورد بیماری های عفونی ارائه کرد. او یکی از اولین دانشمندانی بود که بر جداسازی باکتری ها در کشت خالص دست یافت. این امر باعث ایجاد نظریه میکروبی بیماری ها شد. 
یک نقطه عطف مهم در میکروبیولوژی پزشکی رنگ آمیزی گرم است . در سال ۱۸۸۴، هانس کریستین گرم روش رنگ آمیزی باکتری ها را ابداع کرد تا آنها را در زیر میکروسکوپ قابل مشاهده تر و متمایز تر  کند. این تکنیک امروزه بسیار مورد استفاده قرار می گیرد. 
در سال ۱۹۲۹ الکساندر فلمینگ رایج ترین ماده آنتی بیوتیک دنیا یعنی پنی سیلین را تولید کرد.
در سال ۱۹۹۵ تیمی از دانشمندان در موسسه تحقیقات جی کریگ ونتر، اولین ژنوم باکتریایی را توالی‌یابی کردند.

## شاخه‌های میکروبیولوژی پزشکی
۴ شاخه در میکروبیولوژی پزشکی وجود دارد:
- باکتری‌شناسی پزشکی
- ویروس‌شناسی بالینی
- قارچ‌شناسی پزشکی
- انگل‌شناسی پزشکی (برخی از انگل‌ها به خاطر اندازه‌شان میکروب محسوب نمی‌شوند)

## سازمان کار
عمدتاً چهار حوزه عمده فعالیت دارد:
- ارائه مشاوره‌های بالینی بر روی تحقیق، تشخیص و درمان بیماران مبتلا به بیماری‌های عفونی
- ایجاد و جهت‌دهی به برنامه‌های کنترل عفونت در طول مدت مراقبت
- بهداشت عمومی و پیشگیری از بیماری‌های واگیر و همه‌گیر
- جهت علمی و اجرایی آزمایشگاه میکروبیولوژی تشخیصی